# ATP Tour
ATP Tour er de bedste professionelle mandlige tennisspilleres turneringsserie, som blev oprettet i 1990 og administreres af Association of Tennis Professionals (ATP), der blev dannet i 1972 for at beskytte tennisspillernes interesser. Touren er reelt en fusion af de to daværende turneringsserier: grand prix-serien og World Championship Tennis. I januar 2009 blev touren omdøbt til ATP World Tour, men i 2018 gik man tilbage til det oprindelige navn.
Kvindernes modstykke til ATP Tour er WTA Tour.

## Turneringer
En sæson på ATP Tour består pr. 2025 af individuelle turneringer i fire kategorier:
- ATP Finals (1 turnering med en præmiesum på ca. $ 15.000.000, der fungerer som sæsonafslutning)
- ATP Tour Masters 1000 (9 turneringer med en præmiesum på $ 6-10.000.000)
- ATP Tour 500 (16 turneringer med en præmiesum på $ 2-4.000.000)
- ATP Tour 250 (30 turneringer med en præmiesum på $ 600.000-1.200.000)

Dertil kommer landsholdsturneringen ATP Cup med en præmiesum på $ 10.000.000 i 2022.
Spillerne med flest ranglistepoint efter sæsonens ordinære turneringer deltager i den sæsonafsluttende ATP Finals.
De fire grand slam-turneringer og Davis Cup er ikke en del af ATP Tour, men de er en del af tourens kalender, og resultater opnået i grand slam-turneringerne tæller med til tourens rangliste.

## Rangliste
Resultater opnået i grand slam-turneringer, turneringer på ATP Tour, den underliggende ATP Challenger Tour og de endnu mindre ITF-turneringer tæller med til ATP's verdensrangliste i tennis. Der offentliggøres ranglister for både single og double.
Ranglisterne anvendes til at udvælge de spiller, der får direkte adgang til turneringerne, samt til seedning i turneringerne.